# Histoire des Deux-Sèvres

Carte du département des Deux-Sèvres en 1790.

Les Deux-Sèvres est un département français de la région Nouvelle-Aquitaine qui doit son nom à deux rivières qui le traversent, la Sèvre Niortaise et la Sèvre Nantaise.
Sous l'Ancien-Régime il faisait partie de la province du Poitou, comprenant une partie du Bas-Poitou et une autre du Haut-Poitou.

## Création du département des Deux-Sèvres
Le département a été créé à la Révolution française, le 4 mars 1790 en application de la loi du 22 décembre 1789, à partir d'une partie de la province du Poitou, de quelques communes de l'Angoumois (Pioussay, Hanc et Bouin, issues du marquisat de Ruffec), de quelques communes de l'Anjou : Bouillé-Loretz (dépendante de la sénéchaussée de Saumur), Loublande, Saint-Maurice-la-Fougereuse et Saint-Pierre-des-Échaubrognes (anciennes paroisses des Mauges angevines) et de communes des marches d'Anjou : Saint-Pierre-à-Champ, Cersay et Bouillé-Saint-Paul.